# 서던 재커루 훈련

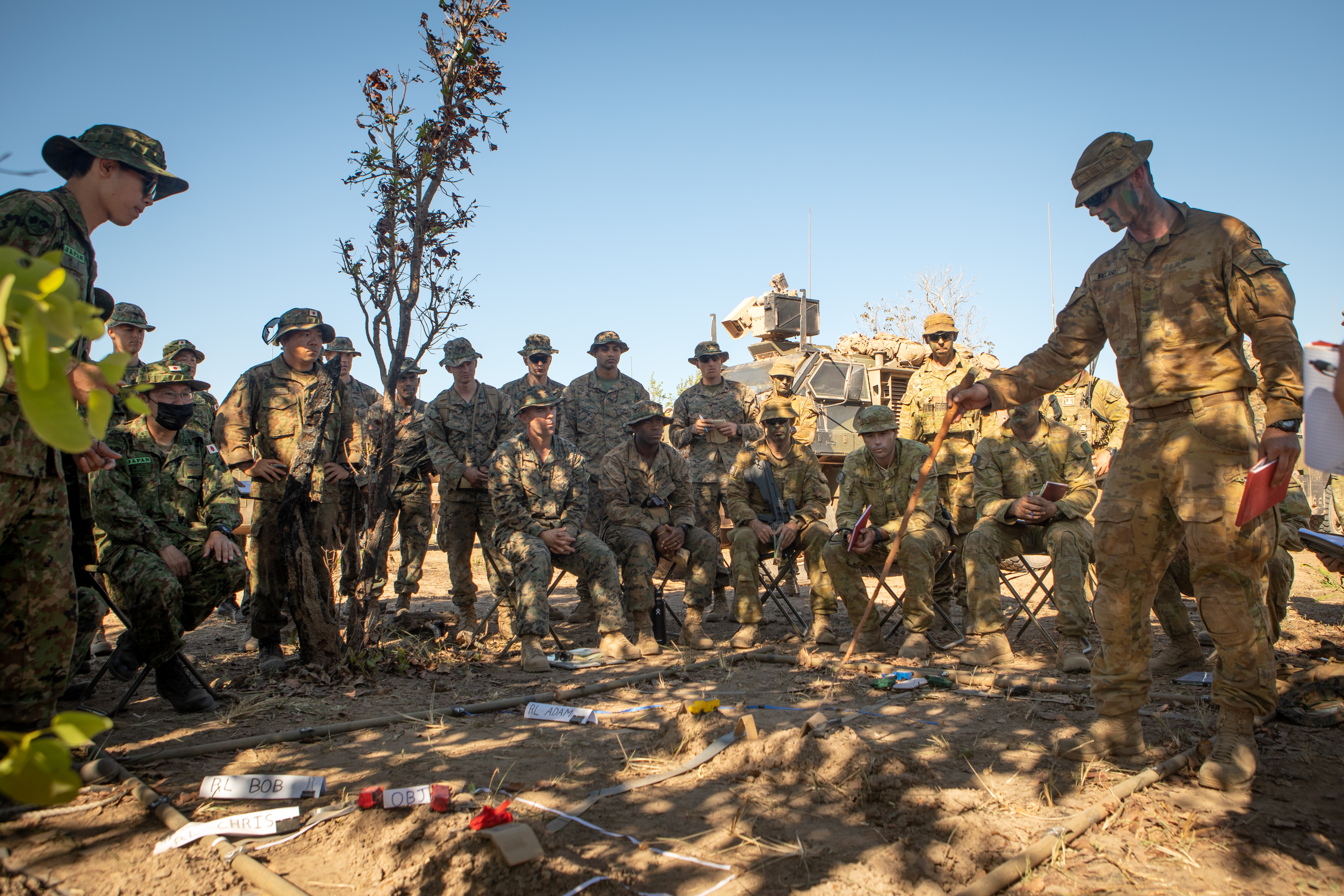
2021년 서던 재커루 훈련

서던 재커루 훈련(Exercise Southern Jackaroo)은 미군과 그리고 오스트레일리아 방위군 간 다국적 연합군 합동훈련을 의미하며, 태평양 안전 보장 조약을 맺은 미국과 호주의 합동 군사 훈련이다. 합동 훈련을 통해서 전술 협력 능력 강화 및 합동 작전 수행 능력 점검하는데 목표를 두고 있다. 재커루는 오스트레일리아 영어로 "농장에서 일하는 젊은이"이라는 의미를 갖고 있다.

## 배경
미국은 호주와 태평양 안전 보장 조약을 체결한 사실상의 군사 동맹 관계에 있다. 그리고 미국은 호주에 미군 기지를 보유하고 있으며, 미국 해병대 병력을 순환 배치하고 있다. 서던 재커루 훈련은 호주 국방부가 주최하며, 2015년 전까지는 미국 해병대와 오스트레일리아 육군 간 이뤄졌다. 2015년부터 일본이 참가 의사를 밝히며, 3국 훈련을 유지하고 있다. 일본은 육상자위대를 파견하고 있다.
훈련은 주로 공중강습, 전술 기동 훈련, 대테러 작전 수립, 도심전, 정글전, 야전 생존 훈련 등 지휘통제(C2) 훈련을 포함하며, 6월~8월에 진행된다. 훈련을 통해서 인도-태평양 연합 억제력 강화, 중국의 군사적 영향력 확대, 동맹국 간 군사 협력 증진, 위기 대응 능력 강화 등을 증진한다.